# 東京女子医科大学八千代医療センター
東京女子医科大学八千代医療センター （とうきょうじょしいかだいがくやちよいりょうセンター）は、千葉県八千代市大和田新田477番地96にある大学病院である。略称は、TYMC。

## 概要
- 八千代市の誘致を受け、地域における急性期医療を担う総合病院として、2006年12月8日に設置された。
- 建物は外来棟と入院棟に分かれている。

## 基礎データ
- 所在地：千葉県八千代市大和田新田477番地96
- 交通
  - 東葉高速鉄道東葉高速線八千代中央駅より徒歩9分

- 認定施設
  - 救急告示病院
  - 総合周産期母子医療センター
  - 臨床研修指定病院
  - 地域災害拠点病院（地域災害医療センター）
  - DMAT指定医療機関
  - 千葉県小児医療連携拠点病院
  - 地域医療支援病院
  - 新感染症法による医療機関（結核）
  - 生活保護法による医療機関
  - 労働者災害補償保険法による医療機関
  - 地方公務員災害補償法による医療機関
  - 原爆医療法　一般・認定医療
  - 母子保健法　養育医療
  - 障害者自立支援法（小腸、中枢神経、形成外科、眼科、心臓脈管外科、腎臓、整形外科、脳神経外科）
  - 障害者自立支援法　通院医療
  - 小児慢性特定疾患治療研究事業
  - 特定疾患治療研究事業
  - 肝炎治療特別促進事業　B型・C型肝炎インターフェロン治療
  - 先天性血液凝固因子障害等治療研究事業
  - 乳幼児医療助成事業
  - 千葉県がん診療連携協力病院

- このほか、各種法令による指定・認定病院であるとともに、各学会の認定施設でもある。

## 診療部門
- 内科診療部
  - 呼吸器内科
  - 糖尿病・内分泌代謝内科
  - 腎臓内科
  - 消化器内科
  - 脳神経内科
  - 血液内科
  - リウマチ膠原病内科
  - 循環器内科
- 外科診療部
  - 呼吸器外科
  - 心臓血管外科
  - 消化器外科
  - 乳腺・内分泌外科
  - 脳神経外科
  - 整形外科
  - 形成外科
  - 眼科・小児眼科
  - 耳鼻咽喉科・小児耳鼻咽喉科
  - 泌尿器科
  - 歯科口腔外科
- 小児診療部
  - 小児科
  - 神経小児科
  - 小児集中治療科
  - 小児外科
  - 小児救急科
- 周産・女性部
  - 新生児科
  - 母体・胎児科
  - 婦人科
- 中央診療部
  - 麻酔科・産科麻酔科・小児麻酔科
  - 救急科
  - 放射線科（画像診断・IVR科）
  - 内視鏡科
  - 化学療法科
  - 病理診断科
  - 神経精神科・心身医療科

## 歴史

### 年表
- 2006年12月8日 八千代市の誘致を受け、地域における急性期医療を担う総合病院として設置。
- 2011年12月1日 千葉県がん診療連携協力病院に指定される
- 2012年3月 ＤＰＣ医療機関群Ⅱ（高診療密度病院群）に指定される
- 2012年3月 千葉県より146床の追加病床が認められる
- 2013年2月20日 千葉県よりDMAT指定医療機関に指定される。